# Hanni Hüsch

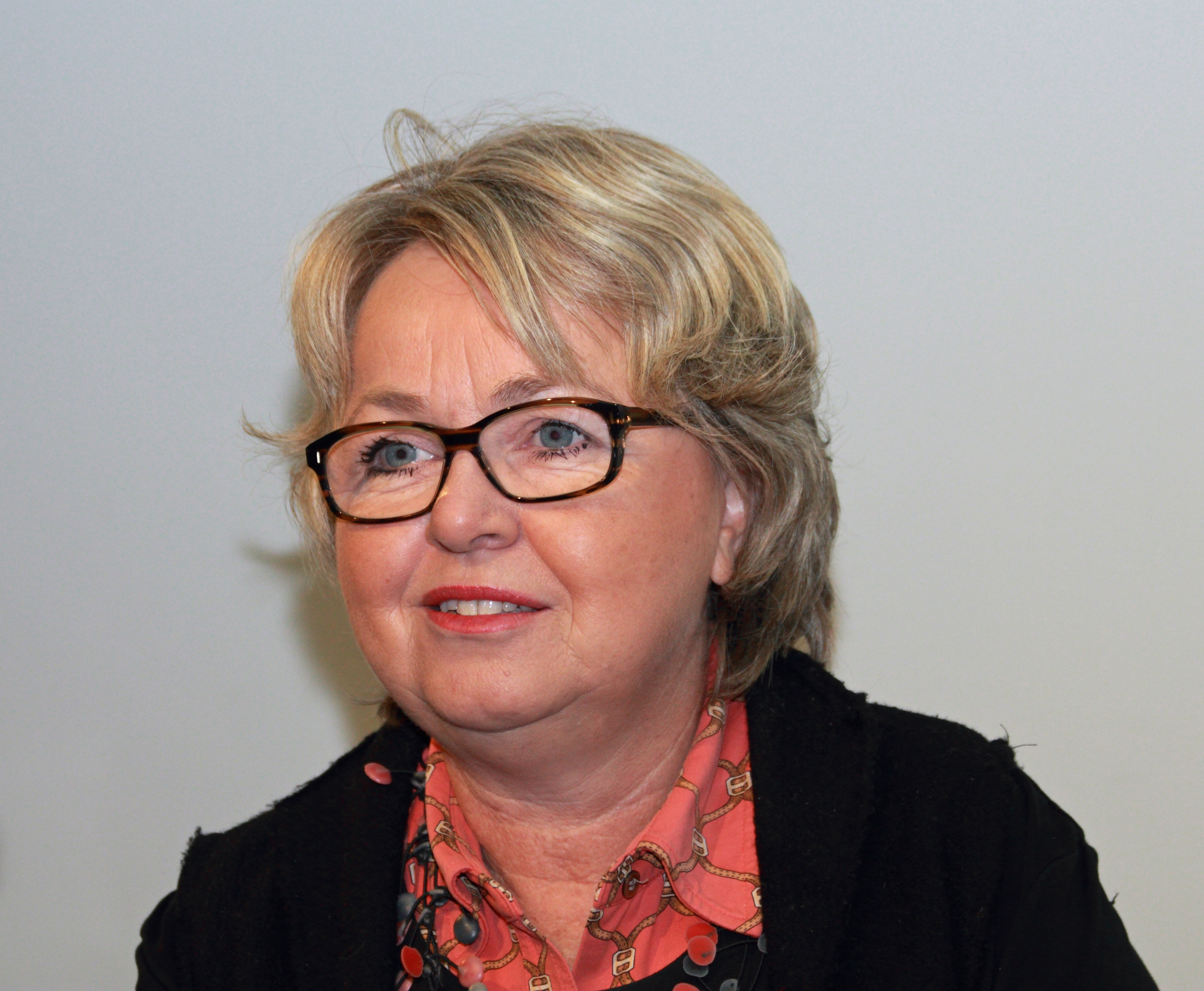
Hanni Hüsch (2013)

Johanna „Hanni“ Hüsch (* 1957 in Neuss) ist eine deutsche Journalistin und langjährige Leiterin verschiedener ARD-Auslandsstudios und ehemalige Mitarbeiterin des ARD-Hauptstadtstudios.

## Leben und Wirken
Hanni Hüsch wurde 1957 in Neuss geboren. Ihr Vater ist der Politiker Heinz Günther Hüsch. In Neuss besuchte sie zunächst die Rheintorschule, später das Gymnasium Marienberg. An der Rheinischen Friedrich-Wilhelms-Universität Bonn studierte sie Geschichte, Politische Wissenschaft und Germanistik. Nach ihrem Studienabschluss und einem Volontariat bei der Rheinischen Post ging sie nach Burundi. Sie leistete dort in einer Missionsstation Geburtshilfe.
1984 zog sie nach Hamburg. 1984 und 1985 volontierte sie beim NDR, bevor sie in die Zulieferredaktion der ARD in Hamburg wechselte. Sie war dann ein Jahr Chefin vom Dienst des NDR-Fernsehmagazins DAS!.
Anschließend wechselte Hüsch wieder zur ARD, wo sie in unterschiedlichen Positionen tätig war. Zunächst übernahm sie 1991 die Leitung der ARD-Zulieferredaktion sowie zusätzlich die Vertretung der Korrespondenten in den ARD-Studios in London und Tokio. Zwischen 1994 und 1999 war sie ARD-Korrespondentin in London, von wo aus sie zum ARD-Hauptstadtstudio nach Berlin wechselte. Zwischen 2002 und März 2005 war sie hier zusätzlich Vorstandsmitglied der Bundespressekonferenz.
Die Redaktionsleitung „Wirtschaft und Ratgeber“ beim NDR übernahm sie im Juli 2005. Vom 1. Juli 2008 bis zum 30. Juni 2012 war Hanni Hüsch Leiterin des ARD-Studios in Washington. Ab dem 1. Juli 2012 war sie Leiterin der Abteilung Ausland und Aktuelles beim NDR. Von Januar 2015 bis Dezember 2018 war sie Leiterin des ARD-Studios in London. Zum 1. Januar 2019 wechselte sie wieder an das ARD-Hauptstadtstudio nach Berlin, ihre Nachfolgerin in London wurde ihre Vorgängerin Annette Dittert. Im Juli 2022 trat Hanni Hüsch in den Ruhestand.

## Schriften
- (Hrsg.): So sieht uns die Welt: Ansichten über Deutschland. Westend, Frankfurt 2013. ISBN 978-3-86489-035-2